# San Nicolò da Tolentino (Palermo)

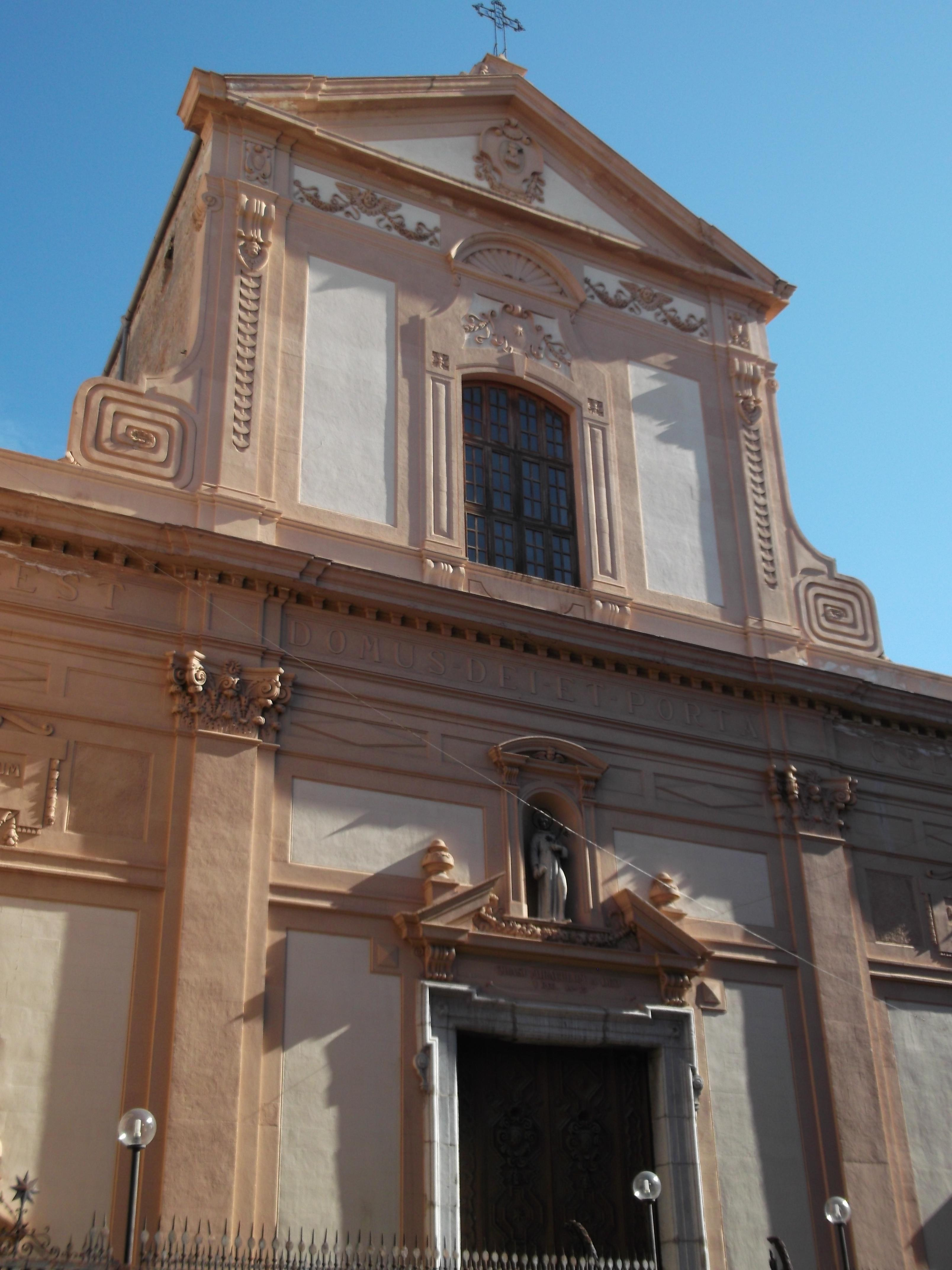
San Nicolò da Tolentino, Fassade

Stadtplan von Palermo um 1907,
San Nicolò da Tolentino im Quadrant C 4

San Nicolò da Tolentino ist eine Kirche des Barocks in Palermo.
Die an der Via Maqueda, im ehemaligen Judenviertel (giudecca) gelegene Kirche ist Bestandteil eines aufgelösten Augustinerklosters aus dem 16. Jahrhundert. An der Stelle der Kirche befand sich bis 1495 eine Synagoge. Geweiht wurde die dreischiffige Basilika am 26. Juli 1609 von Erzbischof Doria e del Carretto (1608–1642). Das schlichte Äußere ist durch vier Pilaster und ein relativ zurückhaltendes Gebälk strukturiert. Im Inneren befindet sich das Tafelbild Mariä Verkündigung von Pietro Novelli, Skulpturen in der Art des Giacomo Gaggini und Stuckdekorationen der Schule von Giacomo Serpotta. Im anliegenden Gebäude des ehemaligen Konvents befindet sich seit 1866 das Archivio Storico Comunale di Palermo.